# قيمة (أخلاقيات)
في الأخلاقيات، تدل القيمة على درجة أهمية شيء ما أو فعل ما، بهدف تحديد الأفعال الأفضل للقيام بها أو الطريقة الأفضل للعيش (الأخلاق المعيارية)، أو لوصف أهمية الأفعال المختلفة. تشكل أنظمة القيمة معتقدات محتملة وإلزامية؛ فهي تؤثر على السلوك الأخلاقي لشخص ما أو تكون الأساس لأنشطتهم المتعمدة. غالبًا ما تكون القيم الأولية ثابتة والقيم الثانوية مناسبة للتغييرات. وما يجعل الفعل ذا قيمة قد يعتمد بدوره على القيم الأخلاقية للأشياء التي يزيدها أو ينقصها أو يغيرها. يمكن تسمية الشيء ذي «القيمة الأخلاقية» بأنه «خير أخلاقي أو فلسفي» (معنى الاسم).
ويمكن تعريف القيم بأنها تفضيلات واسعة تتعلق بالمناهج المناسبة للإجراءات أو النتائج. على هذا النحو، تعكس القيم إحساس الشخص بالصواب والخطأ أو ما «يجب» أن يكون. تمثل القيم «المساواة في الحقوق للجميع»، و «الامتياز يستحق الإعجاب»، و «معاملة الناس باحترام وكرامة». تميل القيم إلى التأثير على المواقف والسلوك، وتشمل هذه الأنواع القيم الأخلاقية/الأخلاقيات، والقيم العقائدية/الإيديولوجية (الدينية، والسياسية)، والقيم الاجتماعية، والقيم الجمالية. هناك جدل حول ما إذا كانت بعض القيم التي لم تُحدد بوضوح من الناحية الفسيولوجية، مثل الإيثار هي قيم جوهرية، وما إذا كان ينبغي تصنيف بعضها، مثل التملك، كرذائل أو فضائل.

## أنواع الدراسات
يمكن اعتبار القضايا الأخلاقية ذات القيمة بمثابة دراسة في إطار الأخلاق، والتي بدورها يمكن تصنيفها كفلسفة. وبالمثل، يمكن اعتبار القيمة الأخلاقية مجموعة فرعية من مجال أوسع للقيمة الفلسفية يشار إليها أحيانًا باسم علم القيم. تشير القيمة الأخلاقية إلى درجة أهمية شيء ما، بهدف تحديد ما هو العمل أو الحياة الأفضل للقيام به، أو على الأقل محاولة وصف قيمة الأفعال المختلفة.
أدرِجت أيضًا دراسة القيمة الأخلاقية في نظرية القيمة. بالإضافة إلى ذلك، جرت دراسة القيم في مختلف التخصصات: علم الإنسان، والاقتصاد السلوكي، وأخلاقيات العمل، وحوكمة الشركات، والفلسفة الأخلاقية، والعلوم السياسية، وعلم النفس الاجتماعي، وعلم الاجتماع، والإلهيات.

### مفاهيم مماثلة
تستخدم القيمة الأخلاقية أحيانًا بشكل مترادف مع الخير. ومع ذلك، فإن الخير له معانٍ أخرى كثيرة ويمكن اعتباره أكثر غموضًا.

## الخصائص والأشكال

### النسبية أو المطلقة
تختلف القيم النسبية بين الناس بحسب ثقافاتهم المختلفة وعلى نطاق أوسع. من ناحية أخرى، هناك نظريات حول وجود القيم المطلقة، والتي يمكن أيضًا تسميتها قيم النومينون (ويجب عدم الخلط بينها وبين القيمة المطلقة الرياضية). يمكن وصف القيمة المطلقة بأنها مطلقة فلسفيًا ومستقلة عن الآراء الفردية والثقافية، وكذلك مستقلة عما إذا كانت معروفة أو مفهومة أم لا. كان لودفيغ فيتغنشتاين متشائمًا تجاه فكرة أن إيضاحًا سيحدث فيما يتعلق بالقيم المطلقة للأفعال أو الأشياء؛ «يمكننا التحدث بقدر ما نريد عن «الحياة» و «معناها الفلسفي»، ونعتقد أن ما نقوله مهم. ولكن هذه ليست أكثر من تعابير ولا يمكن أن تكون حقائق، ناتجة عن ميل العقل وليس القلب أو الإرادة».

### الجوهرية أو غير الجوهرية
يمكن تقسيم القيمة الفلسفية إلى قيم ذرائعية وقيم جوهرية. وهناك قيمة ذرائعية تستحق أن تكون وسيلة للحصول على شيء آخر جيد (على سبيل المثال، الراديو قيمة ذرائعية من أجل سماع الموسيقى). الشيء ذو القيمة الجوهرية يساوي ذاته، وليس وسيلة لشيء آخر. إنها تعطي قيمة للخصائص الجوهرية أو غير الجوهرية.
يمكن أن يُطلق على الأخلاقيات الحميدة ذات القيمة الذرائعية وسيلة أخلاقية، أما الأخلاقيات الحميدة ذات القيمة الجوهرية فيمكن تسميتها غاية في حد ذاتها. قد يكون الكائن وسيلة وغاية في حد ذاته.

#### خلاصة
الأخلاقيات الجوهرية والذرائعية ليست فئات تستبعد الواحدة منها غيرها. بعض الأشياء جيدة في حد ذاتها، وأيضًا جيدة للحصول على أشياء أخرى جيدة. قد يكون «فهم العلم» أمرًا جيدًا، إذ يكون مفيدًا في ذاته ولذاته، ووسيلة لتحقيق أخلاقيات أخرى. في هذه الحالات، يمكن استخدام مجموع القيمة الذرائعية (على وجه التحديد كل القيم الذرائعية) والقيمة الجوهرية للكائن عند وضع هذا الكائن في أنظمة القيم، وهي مجموعة من القيم والمقاييس المتسقة.

### الشدة
شدة القيمة الفلسفية هي الدرجة التي يجري إنشاؤها أو تنفيذها، ويمكن اعتبارها انتشارًا للخير، وللكائن الذي له قيمة.
لا ينبغي الخلط بينه وبين مقدار القيمة لكل كائن، على الرغم من أن الأخير قد يختلف أيضًا، وذلك مثلًا بسبب مشروطية القيمة الذرائعية. على سبيل المثال: عند اتخاذ موقف خيالي من الحياة يتمثل في قبول أكل الوافل باعتباره النهاية في حد ذاته، فقد تكون الشدة هي السرعة التي تؤكل فيها الوافل، وتكون صفرًا عند عدم تناولها، مثلًا في حالة عدم وجود الوافل. ومع ذلك، فإن كل قطعة وافل كانت موجودة ستظل لها قيمة، بغض النظر عما إذا أُكِلت أم لا، بشكل مستقل عن الشدة.
يمكن اختبار شرطية القيمة الذرائعية في هذه الحالة من خلال كل قطعة وافل غير موجودة، مما يجعلها أقل قيمة من خلال كونها بعيدة بدلًا من الوصول إليها بسهولة.
في العديد من فلسفات الحياة، يكون ناتج القيمة والشدة أمرًا مرغوبًا في النهاية، ليس فقط لتوليد القيمة، بل لتوليدها بدرجة كبيرة. ويتسم تعظيم فلسفات الحياة بأكبر قدر ممكن من الشدة كضرورة حتمية.

### القيمة الإيجابية والسلبية
قد يكون هناك تمييز بين القيمة الأخلاقية أو القيمة الفلسفية الإيجابية والسلبية. بينما ترتبط القيمة الأخلاقية الإيجابية عمومًا بشيء يجري السعي إليه أو تعظيمه، ترتبط القيمة الأخلاقية السلبية بشيء يجري تجنبه أو التقليل منه.
قد تكون القيمة السلبية قيمة سلبية جوهرية و/أو قيمة سلبية ذرائعية.

### القيمة المحمية
القيمة المحمية (القيمة المقدسة أيضًا) هي القيمة التي لا يرغب الفرد في مقايضتها مهما كانت فوائد القيام بذلك. على سبيل المثال: قد لا يرغب بعض الأشخاص في قتل شخص آخر، حتى لو كان ذلك يعني إنقاذ العديد من الأفراد الآخرين. وتميل القيم المحمية إلى أن تكون «جيدة في جوهرها»، ويمكن لمعظم الناس في الواقع أن يتخيلوا سيناريو عندما يكون من الضروري مقايضة أغلى قيمهم. إذا حدثت مثل هذه المقايضات بين قيمتين متنافستين محميتين مثل قتل شخص والدفاع عن أسرتك، فإنها تسمى مقايضات مأساوية.
تبين أن القيم المحمية تلعب دورًا في الصراعات التي طال أمدها (مثلُا: الصراع الإسرائيلي الفلسطيني) لأنها قادرة على إعاقة المفاوضات الجدية (المنفعية). أشارت سلسلة من الدراسات التجريبية التي أجراها سكوت أتران وأنخيل غوميز على المقاتلين على خط المواجهة لداعش في العراق وعلى المواطنين العاديين في أوروبا الغربية، إلى أن الالتزام بالقيم المقدسة يحفز «العناصر الفاعلة الأكثر تفانيًا» لتقديم التضحيات الأكثر تكلفة، بما في ذلك الاستعداد للقتال والموت، وكذلك الاستعداد للتخلي عن الأقارب والرفاق من أجل تلك القيم إذا لزم الأمر. من منظور النفعية، فإن القيم المحمية تشكل تحيزات عندما تمنع تعظيم المنفعة عبر الأفراد.
وفقًا لجوناثان بارون ومارك سبرانكا، تنشأ القيم المحمية من المعايير كما هو موصوف في نظريات الأخلاق الواجبة (غالبًا ما يشار إلى الأخيرة في السياق مع إيمانويل كانط). وتنطوي الحماية على أن الناس مهتمون بمشاركتهم في المعاملات وليس فقط بعواقبها.

## القيم الثقافية

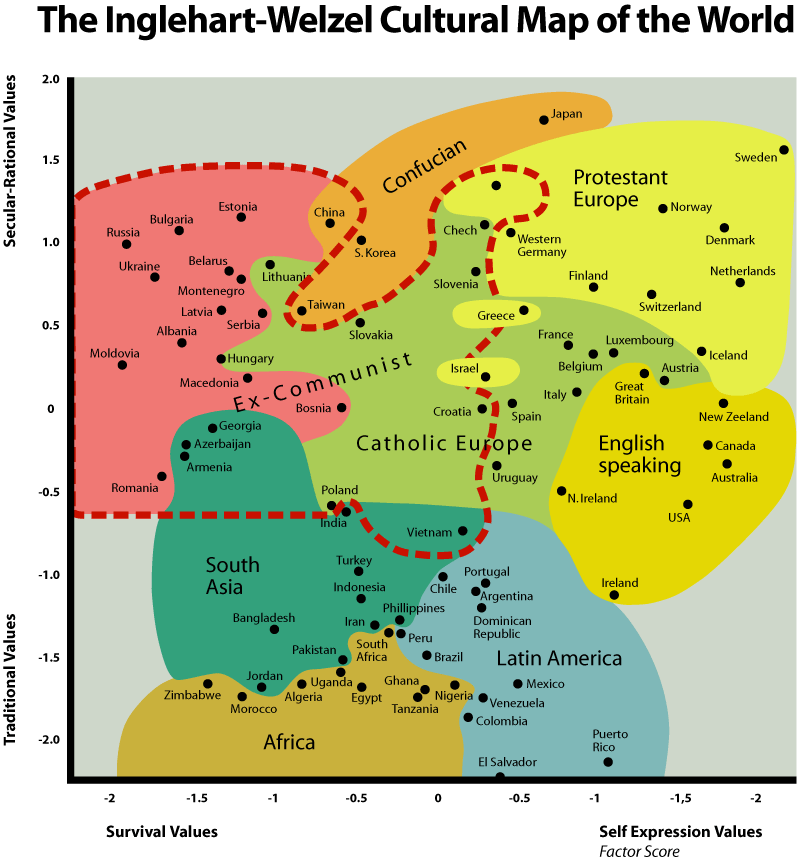
وInglehart - Welzel الخريطة الثقافية للعالم، التي أنشئت من قبل العلماء والاجتماعيين والسياسيين رونالد Inglehart المسيحي Welzel استنادا إلى مسح القيم العالمية.